# 派系
派系（英語：Sect）是宗教、政治和哲學等信念系統的不同派別。傳統上，派系這個詞語只會用在宗教團體上，但在現代已經擴展至其他用途上。宗教上的派系稱為教派，政治上的派系稱為政治派別，而政治派系多數取決於政治光譜。通常不同派系的產生都是由不同一些原本存在的較大派系所分裂出來，並訂下相異的規則和理念。
宗派主義在社会学中有時被定義為一種世界观，這種世界觀強調信條和做法的獨特合法性。